# Огонь (картина Арчимбольдо)
«Огонь» (итал. Il’Fuoco) — картина итальянского живописца Джузеппе Арчимбольдо (Giuseppe Arcimboldo; 1527—1593), созданная им в 1566 году. Находится в Художественно-историческом музее Вены. Выполнена маслом на дереве. Размер — 66,5 × 51 см.

## Описание
«Огонь» — одна из картин цикла «Четыре стихии», в который также входят «Вода», «Земля» и «Воздух». В средние века четыре стихии считались основами мироздания. Антропоморфные портреты Арчимбольдо выглядят как сложные головоломки, сделанные из фруктов, овощей, цветов и других предметов. Некоторые из этих композиций характеризуются оптическим обманом, который заставляет нас воспринимать произведение по-разному, в зависимости от расстояния, с которого оно наблюдается. Огонь — мощная неиссякаемая энергия, способная созидать и разрушать. Портрет Огня наиболее ярко показывает военную мощь Максимилиана II и династии Габсбургов.
В отличие от других картин цикла, портрет Огня составлен из предметов, так или иначе связанных с ним. Кремень большого размера образует щёку. Крупная свеча и масляная лампа — шею и подбородок. Два огнива изображают ухо и нос. Усы и лоб сделаны из трута. Глаз — маленький огарок свечи с чёрным погасшим фитилём вместо зрачка. Волосы — пылающие ярким огнём угли. Тело построено из пушек и пистолетов. Вокруг шеи — золотая цепь с орденом Золотого руна и имперским двуглавым орлом — символом Священной Римской империи. Всё говорит об огне как о разрушительном инструменте войны. Это чётко указывает на военное прошлое императора Максимилиана II, который в 1544 году принимал участие в войне против Франции. Таким образом, «Огонь» является, пожалуй, самой откровенно хвалебной картиной цикла. Посредством предметов Арчимбольдо удалось показать все виды огня, начиная с маленького безобидного огарка свечи и масляной лампы и заканчивая орудийными стволами и чистого, практически неконтролируемого огня, вырывающегося из головы.

## Картины из серии «Четыре стихии»

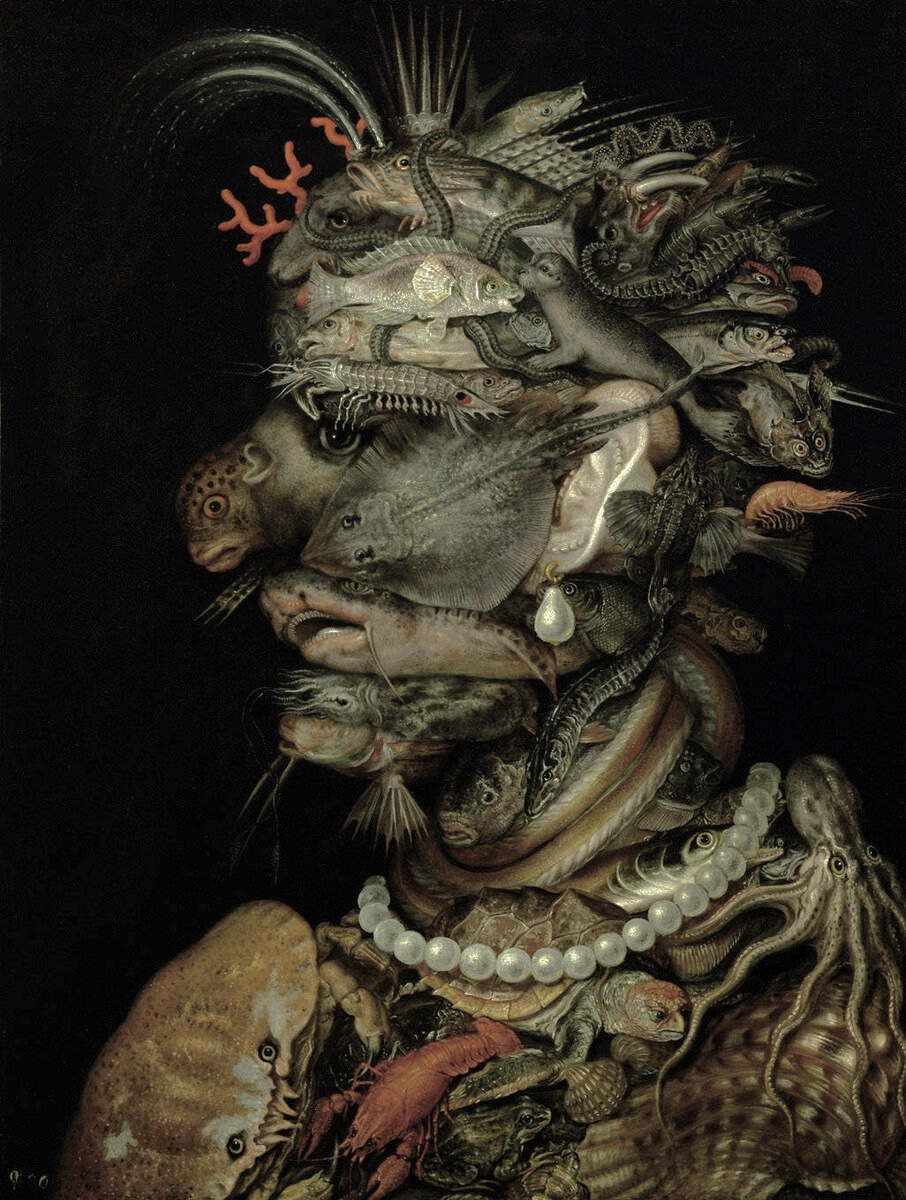
Вода. 1566 год. Музей истории искусств. Вена
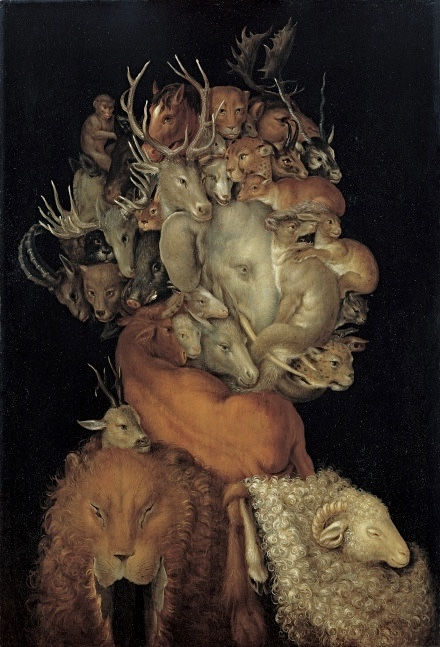
Земля. 1566 год. Коллекция Лихтенштейнов. Вена
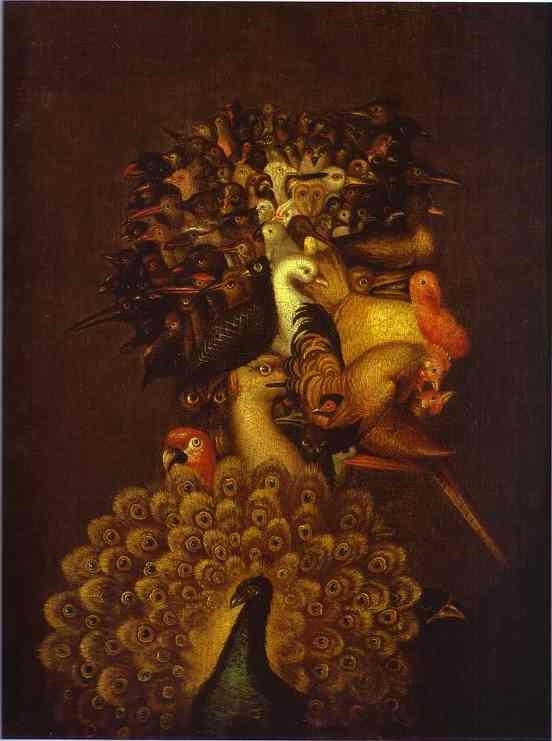
Воздух. 1566 год. Копия. Частное собрание. Швейцария